# 常玉珍
常玉珍（1947年—），河北唐山人，汉族，中华人民共和国政治人物、第十一届全国人民代表大会河北地区代表。
担任河北省唐山市路南常记商场总经理，获得三八红旗手、爱国拥军模范和第三届中国十大女杰等荣誉称号。2008年起担任全国人大代表。